# アルゼンチンのサッカー選手一覧
アルゼンチンのサッカー選手一覧（アルゼンチンのサッカーせんしゅいちらん）は、アルゼンチン出身のサッカー選手の一覧である。Category:アルゼンチンのサッカー選手も参照。
この項目はCategoryではないので、記事の無い選手については赤リンクや仮リンク、簡単な説明の併記なども可能。

## 1950年代
| GK - ネリー・プンピード | DF - ラモン・エレディア - エンツォ・トロセーロ - ホルヘ・オルギン - ダニエル・パサレラ - アルベルト・タランティーニ - オスカル・ガレ - ホセ・ルイス・ブラウン | MF - オズワルド・アルディレス - リカルド・ボッチーニ - ホセ・ダニエル・バレンシア - マルセロ・トロビアーニ - リカルド・ジュスティ - アメリコ・ガジェゴ - フリオ・オラルティコエチェア - フアン・バルバス | FW - オスカル・オルティス - レネ・ハウスマン - マリオ・ケンペス - ホルヘ・バルダーノ - ダニエル・ベルトーニ - ラモン・ディアス |

## 1960年代
| GK - セルヒオ・ゴイコチェア - ルイス・イスラス - ヘルマン・ブルゴス | DF - ネストル・クラウセン - オスカル・ルジェリ - エルナン・ディアス - ファビアン・バスアルド - リカルド・アルタミラーノ - セルヒオ・バスケス - ロベルト・センシーニ - ホセ・アントニオ・チャモ - ネルソン・ビバス | MF - セルヒオ・バティスタ - ホルヘ・ブルチャガ - ホセ・バスアルド - ペドロ・トログリオ - レオナルド・ロドリゲス - グスタボ・サパタ - フェルナンド・レドンド - セルヒオ・ベルティ | FW - ディエゴ・マラドーナ - アベル・バルボ - クラウディオ・カニーヒア - ガブリエル・バティストゥータ |

## 1970年代
| GK - ロベルト・アボンダンシエリ - パブロ・カバジェロ | DF - ロベルト・アジャラ - フアン・パブロ・ソリン - ワルテル・サムエル - ガブリエル・エインセ | MF - レオナルド・アストラーダ - ディエゴ・シメオネ - ハビエル・サネッティ - マティアス・アルメイダ - グスタボ・ロペス - アリエル・オルテガ - キリ・ゴンサレス - フアン・セバスティアン・ベロン - マルセロ・ガジャルド - フアン・ロマン・リケルメ - パブロ・アイマール | FW - クラウディオ・ロペス - フアン・エスナイデル - エルナン・クレスポ - ディエゴ・ミリート |

## 1980年代
| GK - セルヒオ・ロメロ - ディエゴ・マティアス・ロドリゲス | DF - ガブリエル・ミリート - ニコラス・ブルディッソ - ファブリシオ・コロッチーニ - マルティン・デミチェリス - パブロ・サバレタ - エセキエル・ガライ - ニコラス・オタメンディ - フェデリコ・フェルナンデス | MF - エステバン・カンビアッソ - マキシ・ロドリゲス - ルイス・ゴンサレス - アンドレス・ダレッサンドロ - ハビエル・マスチェラーノ - ルーカス・ビリア - フェルナンド・ガゴ - エンソ・ペレス - アンヘル・ディ・マリア - リカルド・アルバレス - エベル・バネガ - ハビエル・パストーレ | FW - ハビエル・サビオラ - セルヒオ・アグエロ - カルロス・テベス - エセキエル・ラベッシ - ゴンサロ・イグアイン - リオネル・メッシ - ホアキン・ラリベイ - レオナルド・ラモス |

## 1990年代
| GK - ルイス・オヘーダ | DF - アベル・ルシアッティ | MF | FW - マウロ・イカルディ - パウロ・ディバラ |